# Magdalena Socha
Magdalena Socha (używająca także imienia Wanda; ur. 9 sierpnia 1909, zm. 4 lipca 1996) – polska sprzątaczka, Sprawiedliwa wśród Narodów Świata.
W czasie II wojny światowej wraz z mężem Leopoldem oraz małżeństwem Stefanem i Anną Wróblewskimi pomagali ukrywającym się we Lwowie Żydom. Magdalena, jako sprzątaczka w hotelu George, wynosiła żywność. Po wojnie przeprowadziła się do Gliwic. Po śmierci Leopolda w maju 1946 ponownie wyszła za mąż.
W uznaniu zasług 23 maja 1978 została wraz z Leopoldem uhonorowana tytułem Sprawiedliwy wśród Narodów Świata. W 1981 tytuł otrzymali Stefan Wróblewski z żoną Anną.
Pochowana na Cmentarzu Komunalnym w Gliwicach.
Na podstawie historii rodziny Sochów Agnieszka Holland nakręciła film W ciemności. W rolę Magdaleny Sochy (w filmie pod imieniem Wanda) wcieliła się Kinga Preis. Obraz otrzymał nominację do Oscara dla najlepszego filmu nieanglojęzycznego.